# Mihăileni (Briceni)
Mihăileni è un comune della Moldavia situato nel distretto di Briceni di 861 abitanti al censimento del 2004.

## Località
Il comune è formato dall'insieme delle seguenti località (popolazione 2004):
- Mihăileni (466 abitanti)
- Grozniţa (395 abitanti)